# Wybory prezydenckie w Turkmenistanie w 1992 roku
Wybory prezydenckie w Turkmenistanie w 1992 roku odbyły się 21 czerwca. Jedynym kandydatem był dotychczasowy prezydent Saparmyrat Nyýazow, który wygrał otrzymując 99,5% głosów. Frekwencja wyniosła 99,8%.

## Wyniki
| Kandydat           | Partia                             | Głosy     | %    |
| ------------------ | ---------------------------------- | --------- | ---- |
| Saparmyrat Nyýazow | Demokratyczna Partia Turkmenistanu | 1,874,357 | 99,5 |
| Przeciw            | Przeciw                            | 9,236     | 0,5  |
| Głosy nieważne     | Głosy nieważne                     | 231       | –    |
| Razem              | Razem                              | 1,883,824 | 100  |